# Signac (Haute-Garonne)
Pour les articles homonymes, voir Signac.
Signac est une commune française située dans le sud-ouest du département de la Haute-Garonne en région Occitanie.
Sur le plan historique et culturel, la commune est dans le pays de Comminges, correspondant à l’ancien comté de Comminges, circonscription de la province de Gascogne située sur les départements actuels du Gers, de la Haute-Garonne, des Hautes-Pyrénées et de l'Ariège. Exposée à un climat de montagne, elle est drainée par la Pique et par deux autres cours d'eau. La commune possède un patrimoine naturel remarquable : deux sites Natura 2000 (les « zones rupestres xérothermiques du bassin de Marignac, Saint-Béat, pic du Gar, montagne de Rié » et « Garonne, Ariège, Hers, Salat, Pique et Neste ») et quatre zones naturelles d'intérêt écologique, faunistique et floristique.
Signac est une commune rurale qui compte 41 habitants en 2022, après avoir connu un pic de population de 264 habitants en 1846. Elle fait partie de l'aire d'attraction de Bagnères-de-Luchon. Ses habitants sont appelés les Signacais ou  Signacaises.

## Géographie

### Localisation
La commune de Signac se trouve dans le département de la Haute-Garonne, en région Occitanie.
Elle se situe à 102 km à vol d'oiseau de Toulouse, préfecture du département, à 24 km de Saint-Gaudens, sous-préfecture, et à 13 km de Bagnères-de-Luchon, bureau centralisateur du canton de Bagnères-de-Luchon dont dépend la commune depuis 2015 pour les élections départementales.
La commune fait en outre partie du bassin de vie de Bagnères-de-Luchon.
Les communes les plus proches sont : 
Binos (1,0 km), Bachos (1,2 km), Cierp-Gaud (1,4 km), Burgalays (1,4 km), Guran (2,0 km), Marignac (2,7 km), Lège (3,5 km), Chaum (3,9 km).
Sur le plan historique et culturel, Signac fait partie du pays de Comminges, correspondant à l’ancien comté de Comminges, circonscription de la province de Gascogne située sur les départements actuels du Gers, de la Haute-Garonne, des Hautes-Pyrénées et de l'Ariège.
Signac est limitrophe de cinq autres communes, dont une dans le département des Hautes-Pyrénées.
Les communes limitrophes sont  Bachos, Binos, Burgalays, Cierp-Gaud et Esbareich.
|                             |        | Cierp-Gaud        |
| Esbareich (Hautes-Pyrénées) | Signac |                   |
|                             | Binos  | Burgalays, Bachos |

### Géologie et relief
La superficie de la commune est de 351 hectares ; son altitude varie de 490  à   1 644 mètres.
L'altitude minimale, 490 mètres, se trouve au nord-est, là où la Pique quitte le territoire communal et continue sur celui de Cierp-Gaud. L'altitude maximale atteint 1 685 mètres au Cap de Pouy de Hourmigué, à l'ouest, en limite des communes d'Esbareich et de Cierp-Gaud.

### Hydrographie

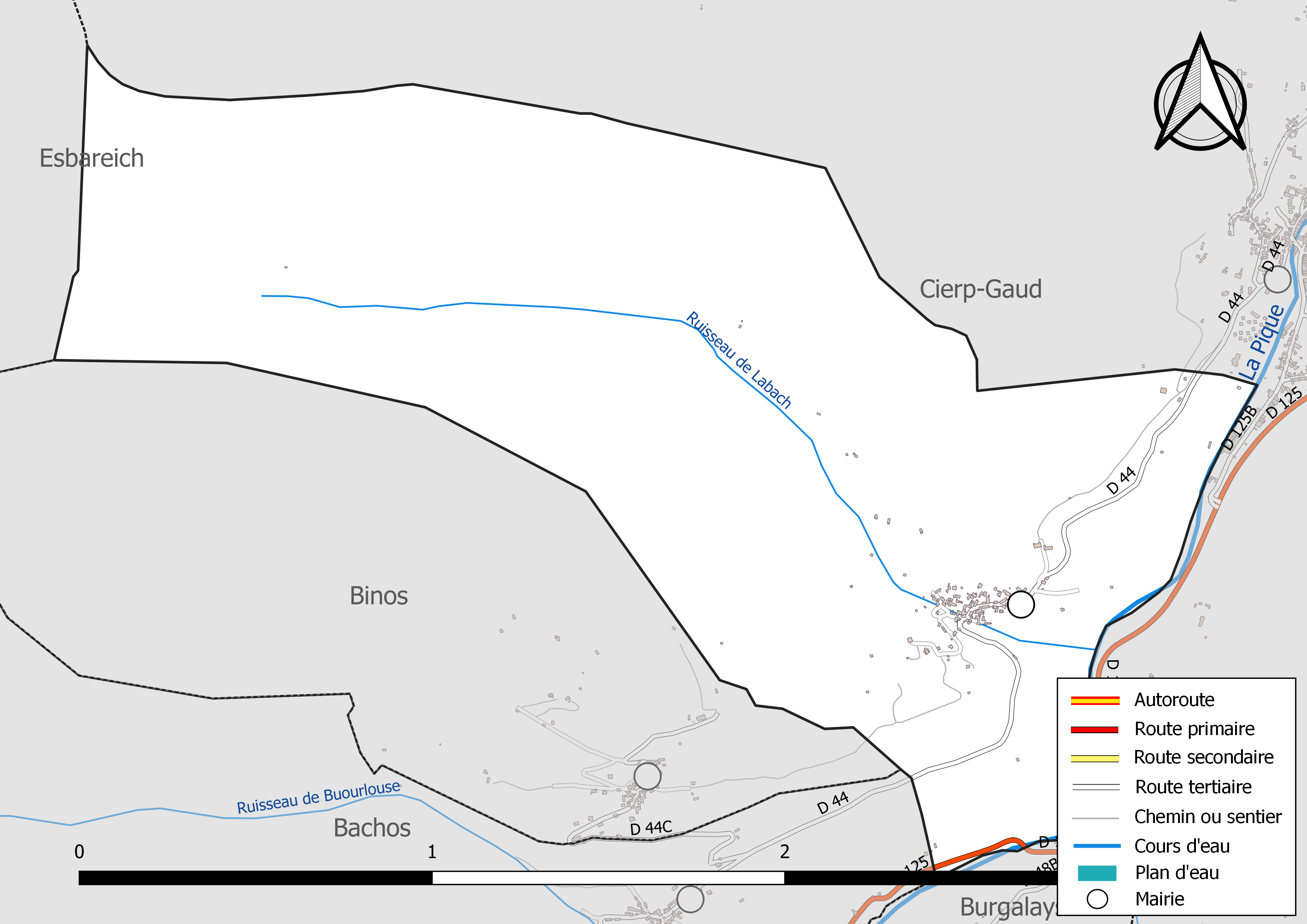
Réseaux hydrographique et routier de Signac.

La commune est dans le bassin de la Garonne, au sein du bassin hydrographique Adour-Garonne. Elle est drainée par la Pique, le ruisseau de Bayarnes et le ruisseau de Labach, constituant un réseau hydrographique de 3 km de longueur totale,.
La Pique, d'une longueur totale de 32,9 km, prend sa source dans la commune de Bagnères-de-Luchon et s'écoule vers le nord. Elle traverse la commune et se jette dans la Garonne à Chaum, après avoir traversé 17 communes.

### Climat
Pour des articles plus généraux, voir Climat de l'Occitanie et Climat de la Haute-Garonne.
En 2010, le climat de la commune est de type climat des marges montargnardes, selon une étude s'appuyant sur une série de données couvrant la période 1971-2000. En 2020, Météo-France publie une typologie des climats de la France métropolitaine dans laquelle la commune est exposée à un climat de montagne ou de marges de montagne et est dans la région climatique Pyrénées centrales, caractérisée par une pluviométrie annuelle de 1 000 à 1 200 mm.
Pour la période 1971-2000, la température annuelle moyenne est de 11,1 °C, avec une amplitude thermique annuelle de 15,1 °C. Le cumul annuel moyen de précipitations est de 1 151 mm, avec 10 jours de précipitations en janvier et 8 jours en juillet. Pour la période 1991-2020, la température moyenne annuelle observée sur la station météorologique la plus proche, située sur la commune de Bagnères-de-Luchon à 13 km à vol d'oiseau, est de 11,5 °C et le cumul annuel moyen de précipitations est de 940,5 mm,. Pour l'avenir, les paramètres climatiques de la commune estimés pour 2050 selon différents scénarios d'émission de gaz à effet de serre sont consultables sur un site dédié publié par Météo-France en novembre 2022.

### Milieux naturels et biodiversité

#### Réseau Natura 2000

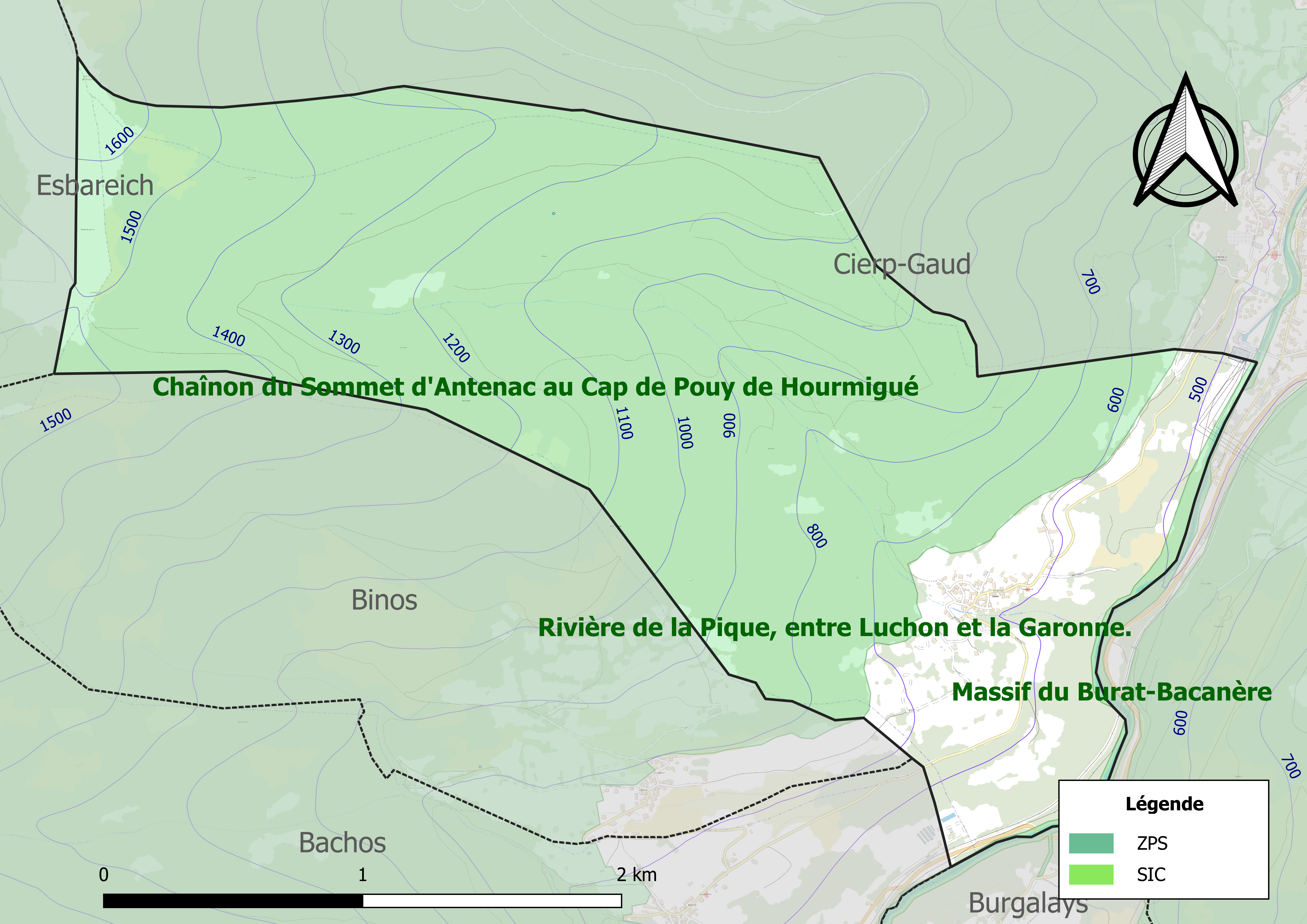
Sites Natura 2000 sur le territoire communal.

Le réseau Natura 2000 est un réseau écologique européen de sites naturels d'intérêt écologique élaboré à partir des directives habitats et oiseaux, constitué de zones spéciales de conservation (ZSC) et de zones de protection spéciale (ZPS).
Deux sites Natura 2000 ont été définis sur la commune au titre de la directive habitats :
- les « Zones rupestres xérothermiques du bassin de Marignac, Saint-Béat, pic du Gar, montagne de Rié », d'une superficie de 7 680 ha, sont un espace présentant une grande richesse floristique et faunistique du fait de la diversité et de la complémentarité des habitats présents (pelouses, landes, forêts, parois rocheuses, ravins, torrents encaissés). Des ours sont présents à la suite de leur réintroduction[19] ;
- « Garonne, Ariège, Hers, Salat, Pique et Neste », d'une superficie de 9 581 ha, un réseau hydrographique pour les poissons migrateurs (zones de frayères actives et potentielles importantes pour le Saumon en particulier qui fait l'objet d'alevinages réguliers et dont des adultes atteignent déjà Foix sur l'Ariège[20] ;

#### Zones naturelles d'intérêt écologique, faunistique et floristique

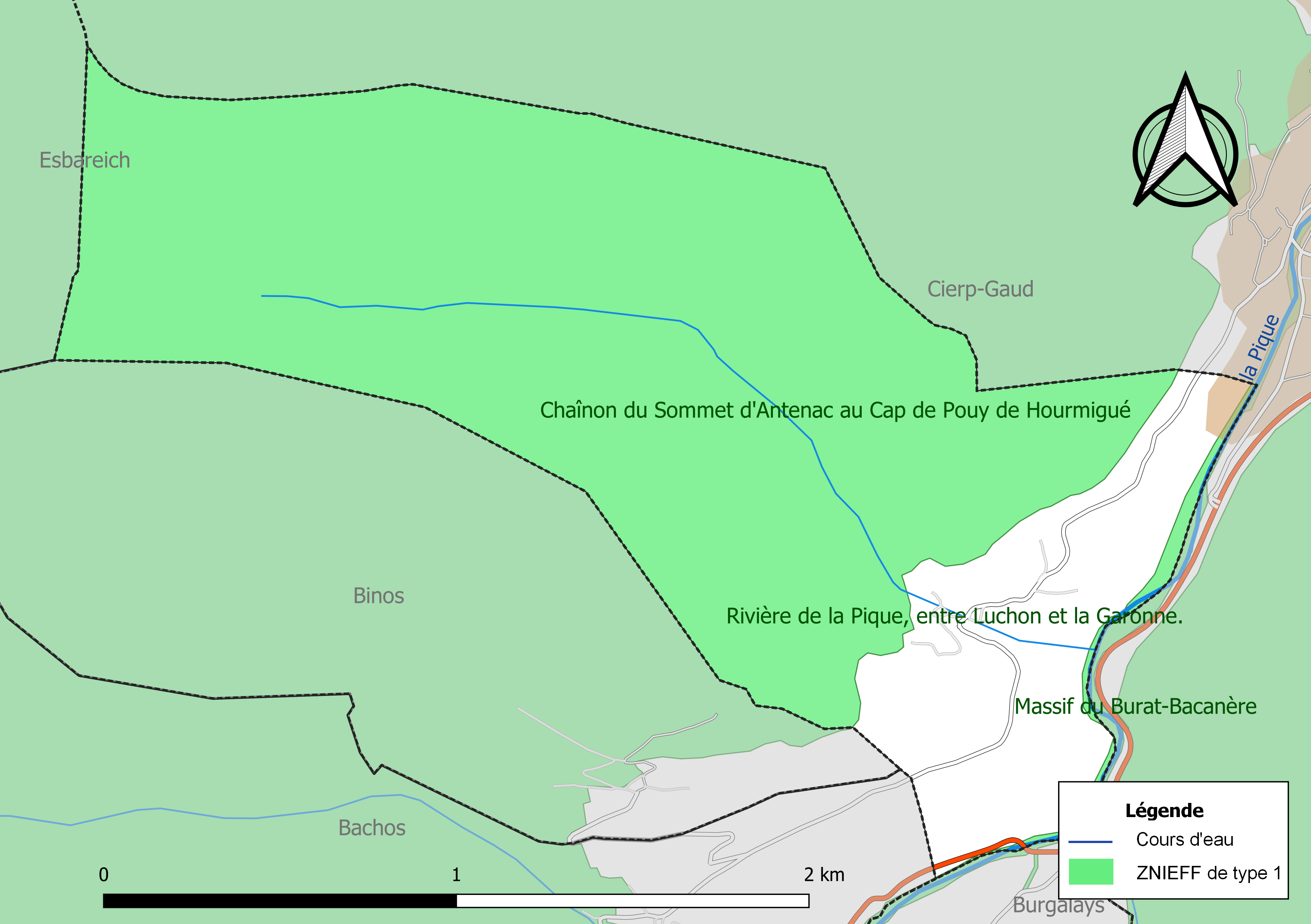
Carte des ZNIEFF de type 1 localisées sur la commune.

L’inventaire des zones naturelles d'intérêt écologique, faunistique et floristique (ZNIEFF) a pour objectif de réaliser une couverture des zones les plus intéressantes sur le plan écologique, essentiellement dans la perspective d’améliorer la connaissance du patrimoine naturel national et de fournir aux différents décideurs un outil d’aide à la prise en compte de l’environnement dans l’aménagement du territoire.
Deux ZNIEFF de type 1 sont recensées sur la commune :
« chaînon du sommet d'Antenac au cap de Pouy de Hourmigué » (5 751 ha), couvrant 22 communes dont 16 dans la Haute-Garonne et six dans les Hautes-Pyrénées et 
la « rivière de la Pique, entre Luchon et la Garonne. » (143 ha), couvrant 16 communes du département
et deux ZNIEFF de type 2, : 
- « Garonne amont, Pique et Neste » (1 788 ha), couvrant 112 communes dont 42 dans la Haute-Garonne et 70 dans les Hautes-Pyrénées[24] ;
- le « massif de la Barousse et chaînon du sommet d´Antenac au cap de Pouy de Hourmigué » (15 691 ha), couvrant 33 communes dont 18 dans la Haute-Garonne et 15 dans les Hautes-Pyrénées[25].

## Urbanisme

### Typologie
Au 1er janvier 2024, Signac est catégorisée commune rurale à habitat très dispersé, selon la nouvelle grille communale de densité à sept niveaux définie par l'Insee en 2022.
Elle est située hors unité urbaine. Par ailleurs la commune fait partie de l'aire d'attraction de Bagnères-de-Luchon, dont elle est une commune de la couronne,. Cette aire, qui regroupe 44 communes, est catégorisée dans les aires de moins de 50 000 habitants,.

### Occupation des sols
L'occupation des sols de la commune, telle qu'elle ressort de la base de données européenne d’occupation biophysique des sols Corine Land Cover (CLC), est marquée par l'importance des forêts et milieux semi-naturels (79,8 % en 2018), une proportion identique à celle de 1990 (79,8 %). La répartition détaillée en 2018 est la suivante : 
forêts (78,6 %), prairies (15,7 %), zones agricoles hétérogènes (4,1 %), milieux à végétation arbustive et/ou herbacée (1,2 %), zones urbanisées (0,5 %). L'évolution de l’occupation des sols de la commune et de ses infrastructures peut être observée sur les différentes représentations cartographiques du territoire : la carte de Cassini (XVIIIe siècle), la carte d'état-major (1820-1866) et les cartes ou photos aériennes de l'IGN pour la période actuelle (1950 à aujourd'hui).

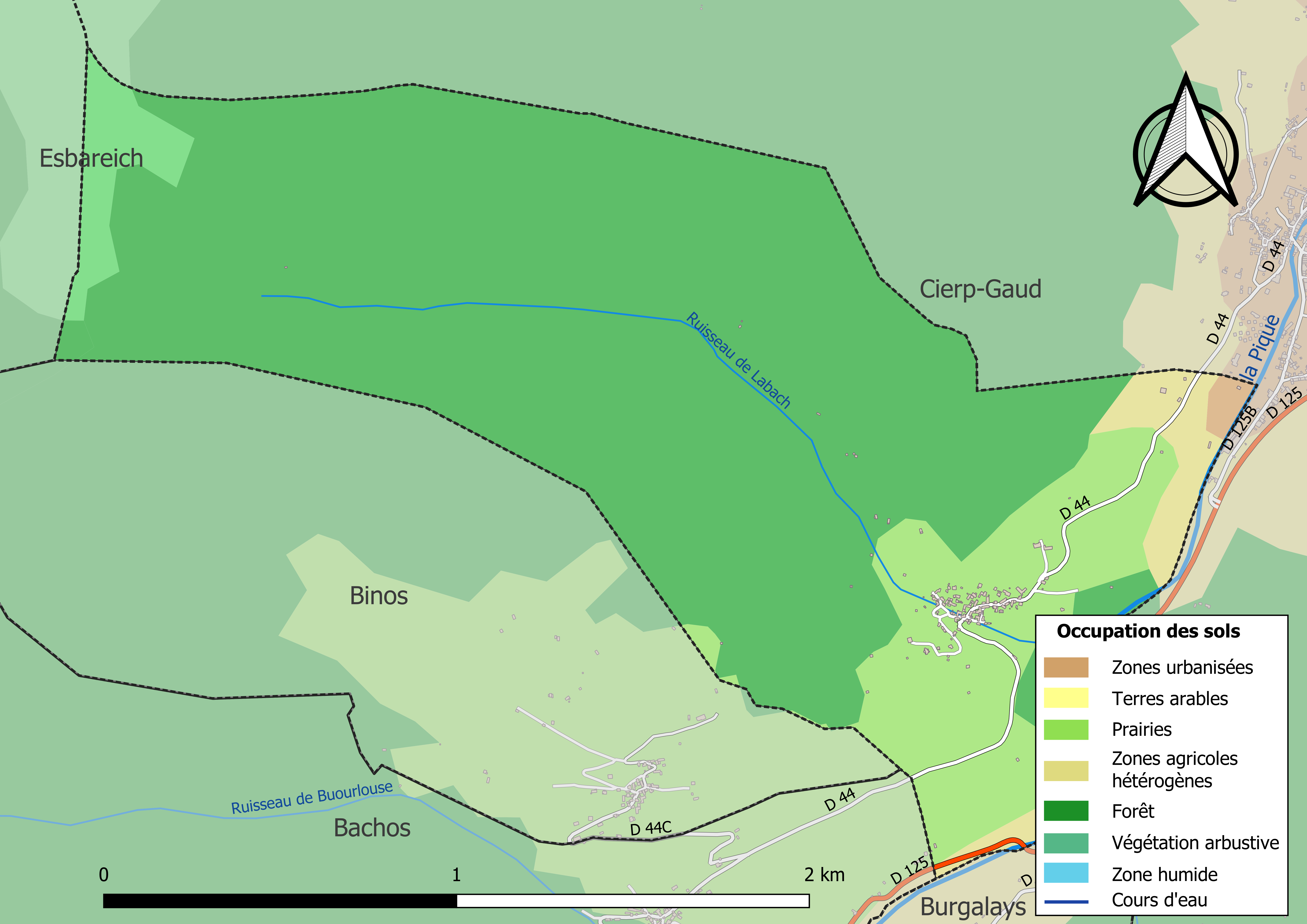
Carte des infrastructures et de l'occupation des sols de la commune en 2018 (CLC).

### Voies de communication et transports
Accès avec l'ancienne route nationale 618c devenue la route nationale 125, et la ligne régulière de transport interurbain du réseau Arc-en-ciel (anciennement SEMVAT).

### Risques majeurs
Le territoire de la commune de Signac est vulnérable à différents aléas naturels : météorologiques (tempête, orage, neige, grand froid, canicule ou sécheresse), inondations, mouvements de terrains et séisme (sismicité moyenne). Il est également exposé à un risque technologique, la rupture d'un barrage, et à un risque particulier : le risque de radon. Un site publié par le BRGM permet d'évaluer simplement et rapidement les risques d'un bien localisé soit par son adresse soit par le numéro de sa parcelle.

#### Risques naturels
Certaines parties du territoire communal sont susceptibles d’être affectées par le risque d’inondation par débordement de cours d'eau, notamment la Pique. La commune a été reconnue en état de catastrophe naturelle au titre des dommages causés par les inondations et coulées de boue survenues en 1982, 1999 et 2009,.

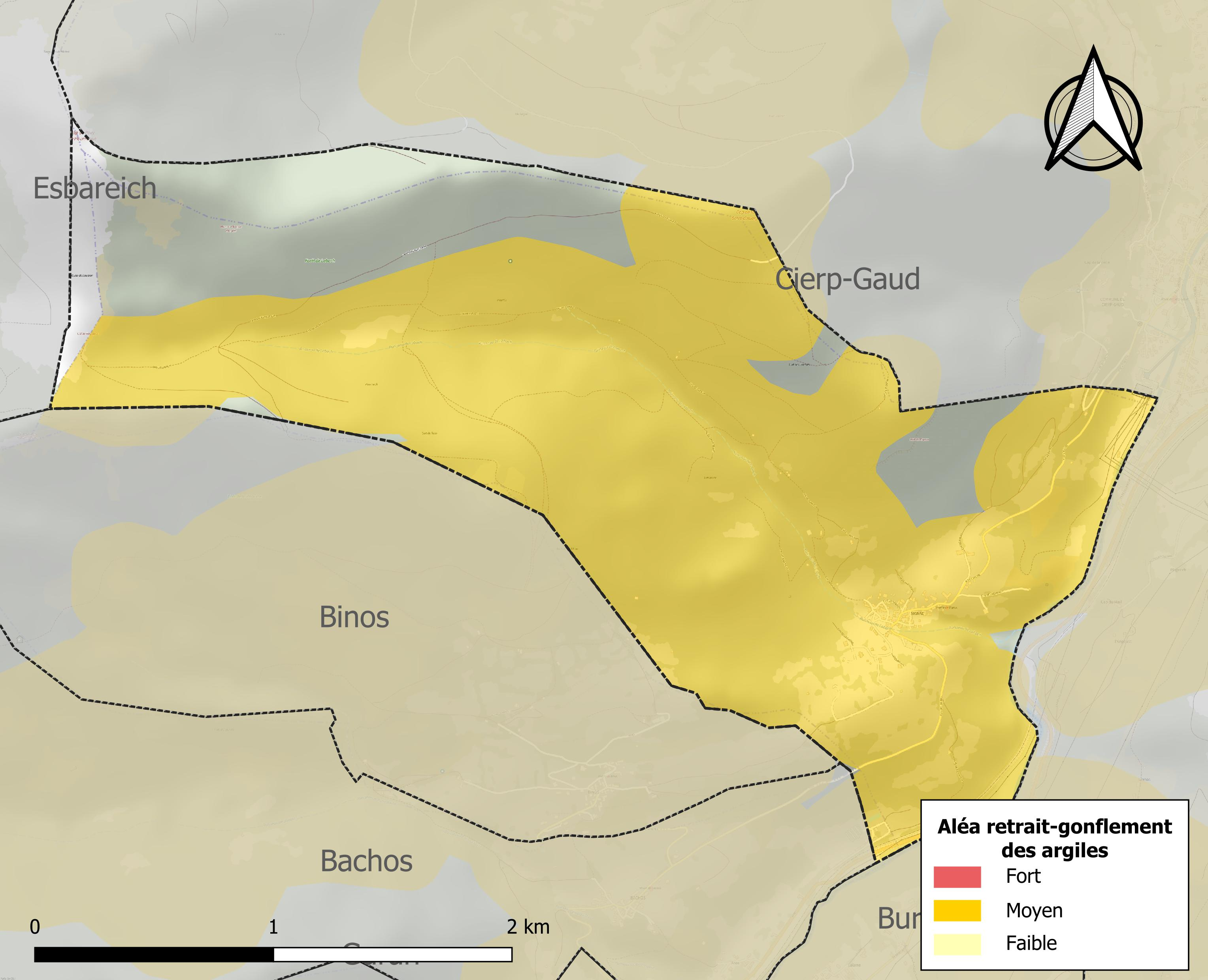
Carte des zones d'aléa retrait-gonflement des sols argileux de Signac.

La commune est vulnérable au risque de mouvements de terrains constitué principalement du retrait-gonflement des sols argileux. Cet aléa est susceptible d'engendrer des dommages importants aux bâtiments en cas d’alternance de périodes de sécheresse et de pluie. 82,4 % de la superficie communale est en aléa moyen ou fort (88,8 % au niveau départemental et 48,5 % au niveau national). Sur les 62 bâtiments dénombrés sur la commune en 2019, 62 sont en aléa moyen ou fort, soit 100 %, à comparer aux 98 % au niveau départemental et 54 % au niveau national. Une cartographie de l'exposition du territoire national au retrait gonflement des sols argileux est disponible sur le site du BRGM,.
Par ailleurs, afin de mieux appréhender le risque d’affaissement de terrain, l'inventaire national des cavités souterraines permet de localiser celles situées sur la commune.
Concernant les mouvements de terrains, la commune a été reconnue en état de catastrophe naturelle au titre des dommages causés par des mouvements de terrain en 1999.

#### Risques technologiques
La commune est en outre située en aval du barrage du Portillon sur la Neste d'Oô. À ce titre elle est susceptible d’être touchée par l’onde de submersion consécutive à la rupture de cet ouvrage.

#### Risque particulier
Dans plusieurs parties du territoire national, le radon, accumulé dans certains logements ou autres locaux, peut constituer une source significative d’exposition de la population aux rayonnements ionisants. Certaines communes du département sont concernées par le risque radon à un niveau plus ou moins élevé. Selon la classification de 2018, la commune de Signac est classée en zone 3, à savoir zone à potentiel radon significatif.

## Toponymie
Le nom de Signac serait celui d'un seigneur (seigneur de Signan). Celui-ci a construit le château de Guran.
À la fin de la construction du château de Guran, le seigneur de Signan aurait construit en 1610 la maison (dite forte) se situant près de l'église Saint-Jean Baptiste. Cette maison possédait deux meurtrières (l'une d'elle a été détruite pour laisser place à une fenêtre dans les années 1970). L'épaisseur des murs de cette maison est supérieures au mètre. (Les noms des communes voisines de Bachos et de Binos sont aussi des noms de Seigneurs de la même époque).
Le sobriquet actuel de cette maison est «en sò de Guiraout».[réf. souhaitée]

## Histoire
La commune de Signac est entrée fusion-association avec celle de Cierp-Gaud en 1973, sous le nouveau nom de Cierp-Gaud-Signac. En 1983, la fusion a été supprimée et les deux communes constituantes ont été rétablies.

## Politique et administration

### Rattachements administratifs et électoraux
Commune faisant partie de la huitième circonscription de la Haute-Garonne, de la communauté de communes Cagire-Garonne-Salat et du canton de Bagnères-de-Luchon (avant le redécoupage départemental de 2014, Signac faisait partie de l'ex-canton de Saint-Béat) et avant le 1er janvier 2017 elle faisait partie de la communauté de communes du canton de Saint-Béat.

### Liste des maires
| Période                                  | Période  | Identité      | Étiquette | Qualité |
| ---------------------------------------- | -------- | ------------- | --------- | ------- |
| 1992                                     | En cours | Bernard Guaus |           |         |
| Les données manquantes sont à compléter. |          |               |           |         |

## Population et société

### Démographie
L'évolution du nombre d'habitants est connue à travers les recensements de la population effectués dans la commune depuis 1793. Pour les communes de moins de 10 000 habitants, une enquête de recensement portant sur toute la population est réalisée tous les cinq ans, les populations de référence des années intermédiaires étant quant à elles estimées par interpolation ou extrapolation. Pour la commune, le premier recensement exhaustif entrant dans le cadre du nouveau dispositif a été réalisé en 2006.

En 2022, la commune comptait 41 habitants, en évolution de −10,87 % par rapport à 2016 (Haute-Garonne : +8,02 %, France hors Mayotte : +2,11 %).
| 1793 | 1800 | 1806 | 1821 | 1831 | 1836 | 1841 | 1846 | 1851 |
| ---- | ---- | ---- | ---- | ---- | ---- | ---- | ---- | ---- |
| 195  | 180  | 201  | 211  | 225  | 257  | 255  | 264  | 263  |

| 1856 | 1861 | 1866 | 1872 | 1876 | 1881 | 1886 | 1891 | 1896 |
| ---- | ---- | ---- | ---- | ---- | ---- | ---- | ---- | ---- |
| 233  | 182  | 222  | 210  | 196  | 206  | 205  | 190  | 182  |

| 1901 | 1906 | 1911 | 1921 | 1926 | 1931 | 1936 | 1946 | 1954 |
| ---- | ---- | ---- | ---- | ---- | ---- | ---- | ---- | ---- |
| 168  | 169  | 174  | 146  | 140  | 111  | 109  | 89   | 90   |

| 1962 | 1968 | 1975 | 1990 | 1999 | 2006 | 2011 | 2016 | 2021 |
| ---- | ---- | ---- | ---- | ---- | ---- | ---- | ---- | ---- |
| 80   | 97   | 76   | 77   | 58   | 54   | 46   | 46   | 44   |

| 2022 | - | - | - | - | - | - | - | - |
| ---- | - | - | - | - | - | - | - | - |
| 41   | - | - | - | - | - | - | - | - |

| selon la population municipale des années : | 1968 | 1975 | 1982 | 1990 | 1999 | 2006 | 2009 | 2013 |
| Rang de la commune dans le département      | 482  |      |      | 500  | 530  | 546  | 556  | 561  |
| Nombre de communes du département           | 592  | 582  | 586  | 588  | 588  | 588  | 589  | 589  |

### Enseignement
Signac fait partie de l'académie de Toulouse.

### Écologie et recyclage

#### Protection environnementale
La zone Natura 2000 des Zones rupestres xérothermiques du bassin de Marignac, Saint-Béat, pic du Gar, montagne de Rié est classée en zone spéciale de conservation (en référence à la Directive Habitats) depuis 2007 ; avec une superficie de 7 680 hectares, elle s'étend sur une partie de la commune de Signac.

## Économie

### Emploi
|                | 2008   | 2013  | 2018  |
| -------------- | ------ | ----- | ----- |
| Commune        | 12,5 % | 4,5 % | 8 %   |
| Département    | 7,7 %  | 9,6 % | 9,3 % |
| France entière | 8,3 %  | 10 %  | 10 %  |

En 2018, la population âgée de 15 à 64 ans s'élève à 27 personnes, parmi lesquelles on compte 64 % d'actifs (56 % ayant un emploi et 8 % de chômeurs) et 36 % d'inactifs,. En  2018, le taux de chômage communal (au sens du recensement) des 15-64 ans est inférieur à celui de la France et du département, alors qu'en 2008 la situation était inverse.
La commune fait partie de la couronne de l'aire d'attraction de Bagnères-de-Luchon, du fait qu'au moins 15 % des actifs travaillent dans le pôle,. Elle compte 3 emplois en 2018, contre 4 en 2013 et 7 en 2008. Le nombre d'actifs ayant un emploi résidant dans la commune est de 16, soit un indicateur de concentration d'emploi de 19,6 % et un taux d'activité parmi les 15 ans ou plus de 40,5 %.
Sur ces 16 actifs de 15 ans ou plus ayant un emploi, 2 travaillent dans la commune, soit 13 % des habitants. Pour se rendre au travail, 86,7 % des habitants utilisent un véhicule personnel ou de fonction à quatre roues, 6,7 % s'y rendent en deux-roues, à vélo ou à pied et 6,7 % n'ont pas besoin de transport (travail au domicile).

### Activités
Un seul établissement relevant d’une activité hors champ de l’agriculture est implanté  à Signac au 31 décembre 2019.
Aucune exploitation agricole ayant son siège dans la commune n'est recensée lors du recensement agricole de 2020 (quatre en 1988),.

## Culture locale et patrimoine

### Lieux et monuments
- Église Saint-Jean-Baptiste de Signac, romane, avec un clocher-mur.
- Croix monumentale composée d'une colonne et d'une croix en pierre et d'un chapiteau en marbre rose.
- Croix monumentale composée d'une colonne en marbre rose et d'une croix en pierre représentant la crucifixion de Jésus (sculpture mutilée) (place de l'église).
- Monument de la crucifixion de Jésus.

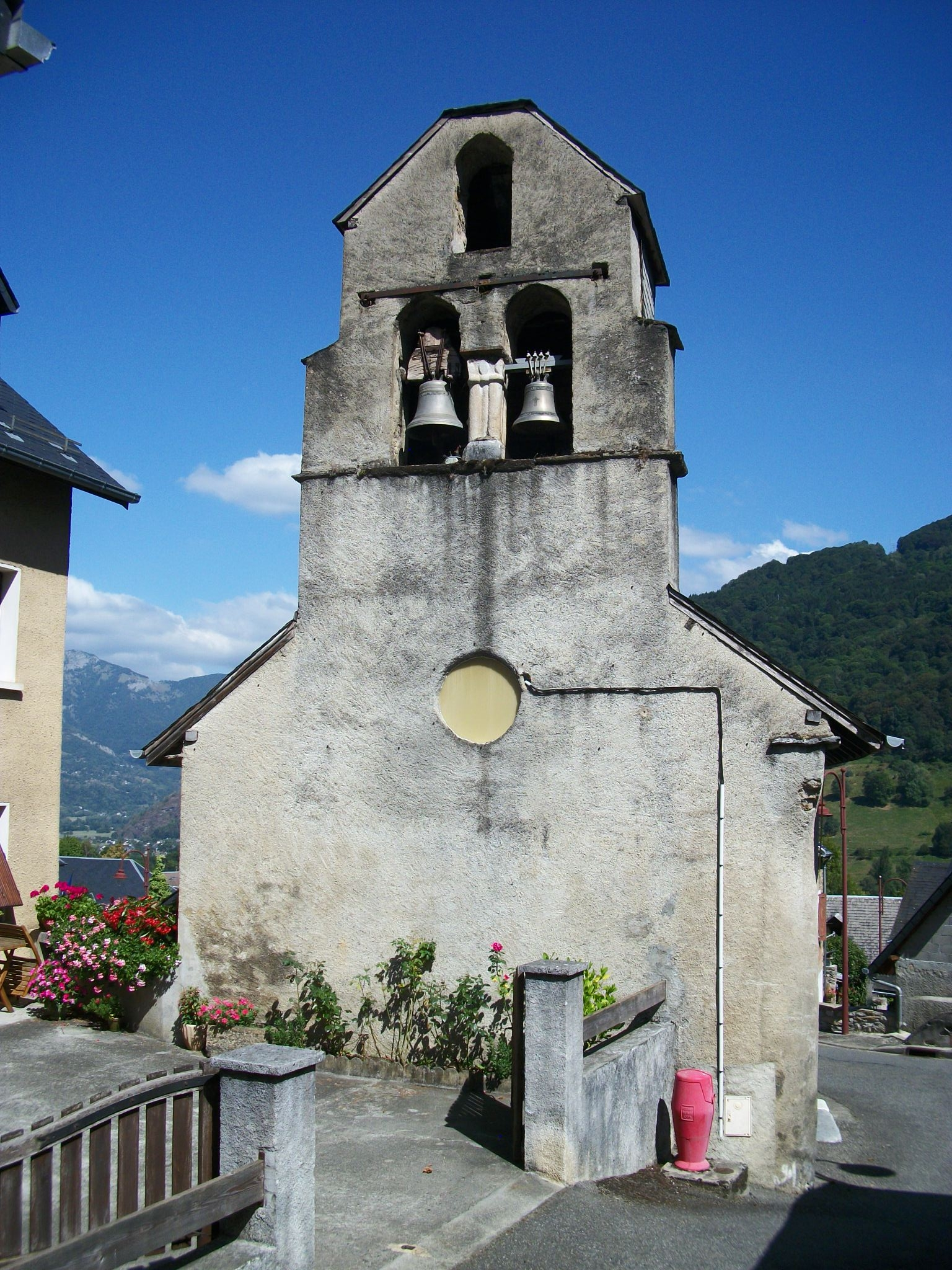
Église Saint-Jean-Baptiste.
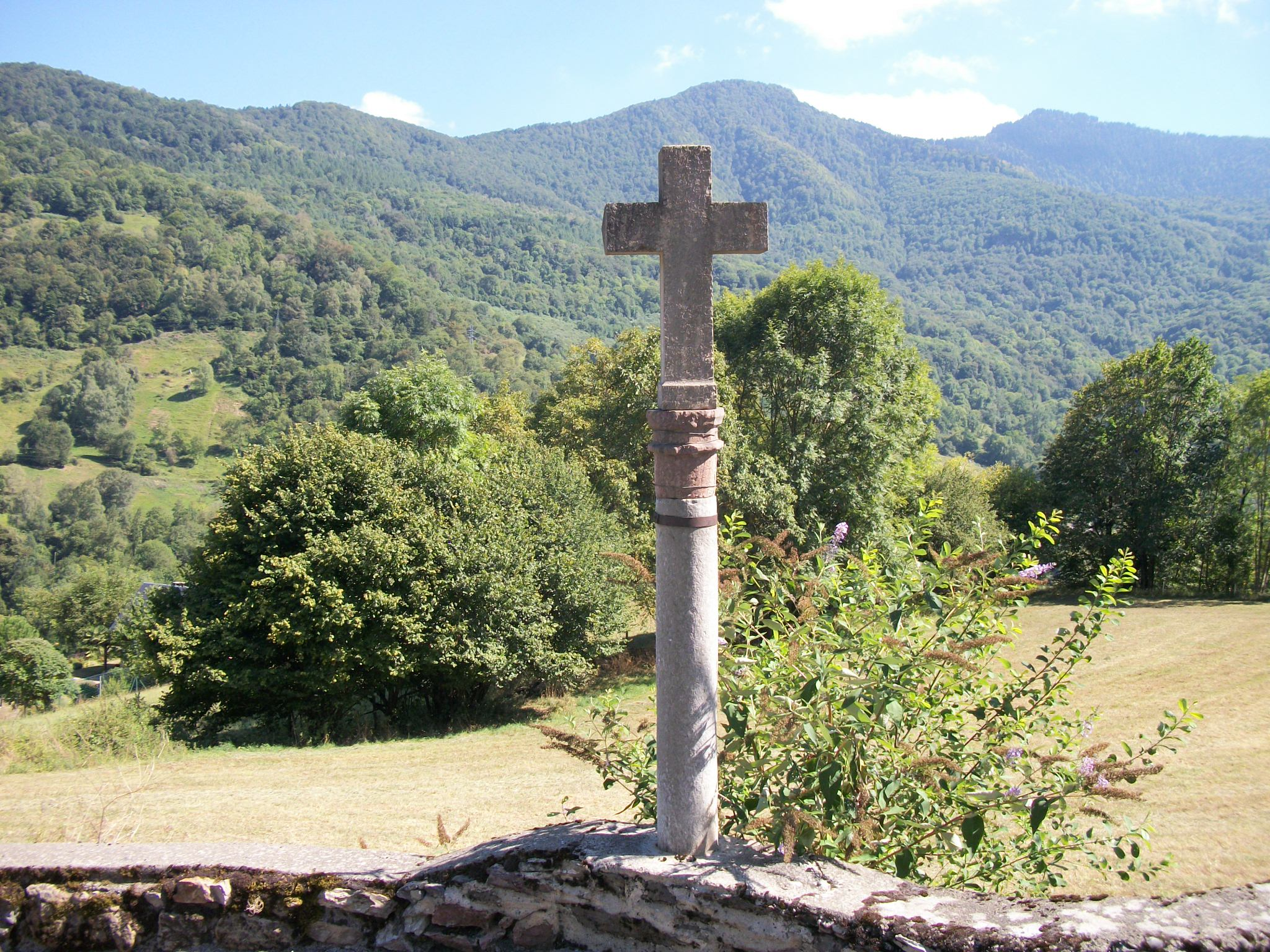
Croix monumentale.
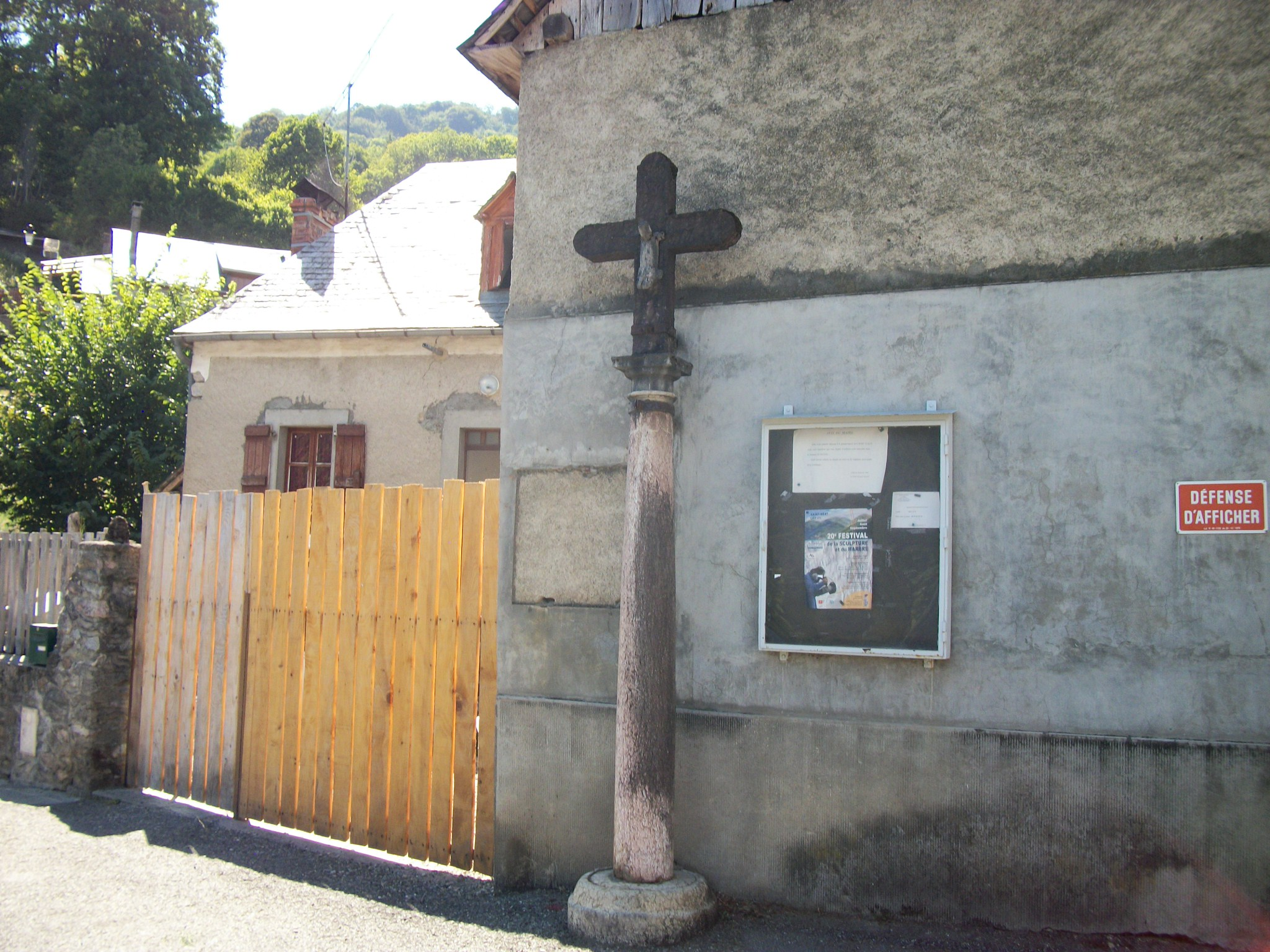
Croix monumentale composée d'une colonne en marbre rose.
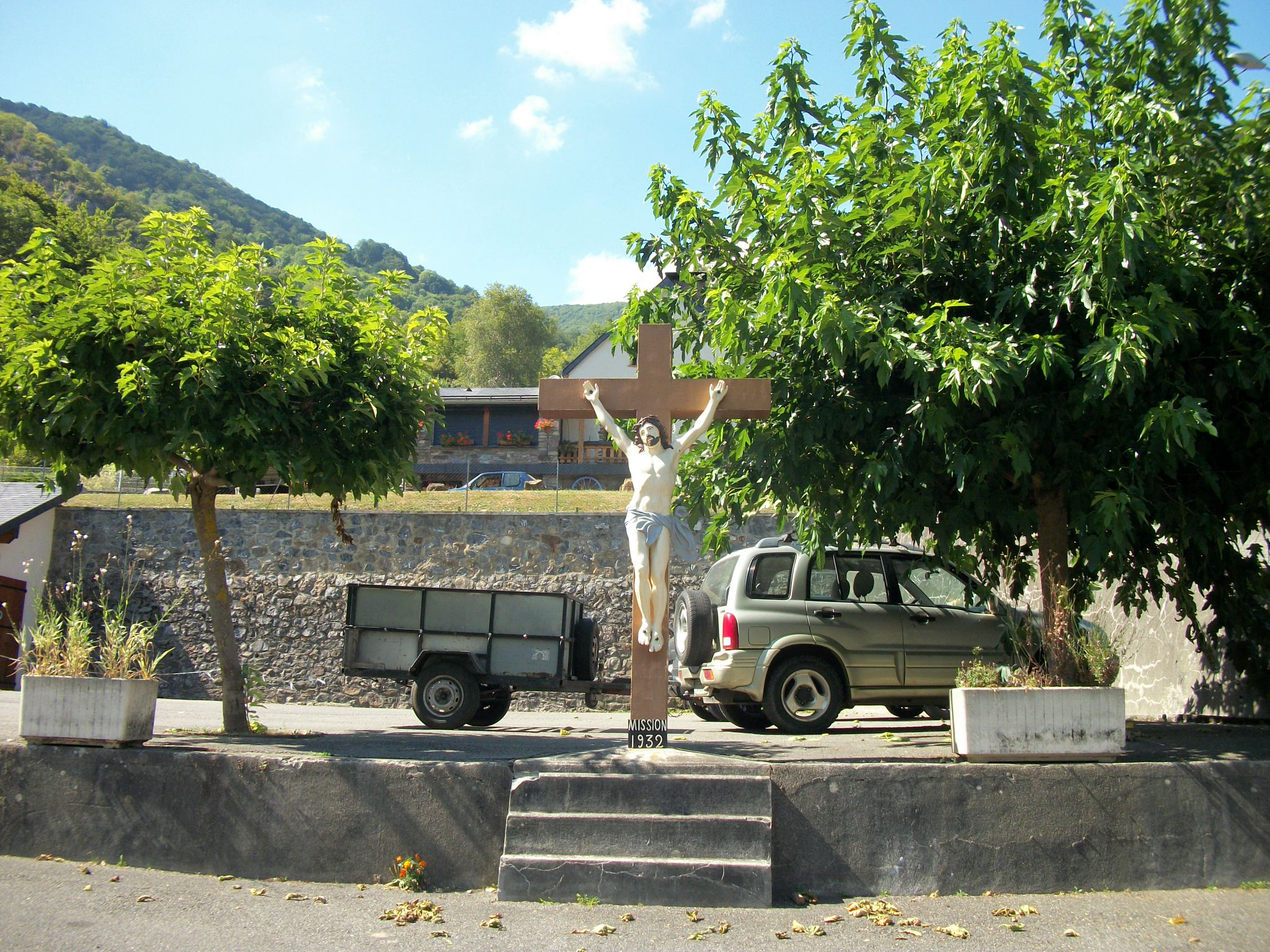
Monument de la crucifixion de Jésus.

- Plusieurs fontaines abreuvoirs.
- Un abreuvoir avec une toiture, dedans sont placés des anciens outils de paysans.

Fontaines abreuvoirs
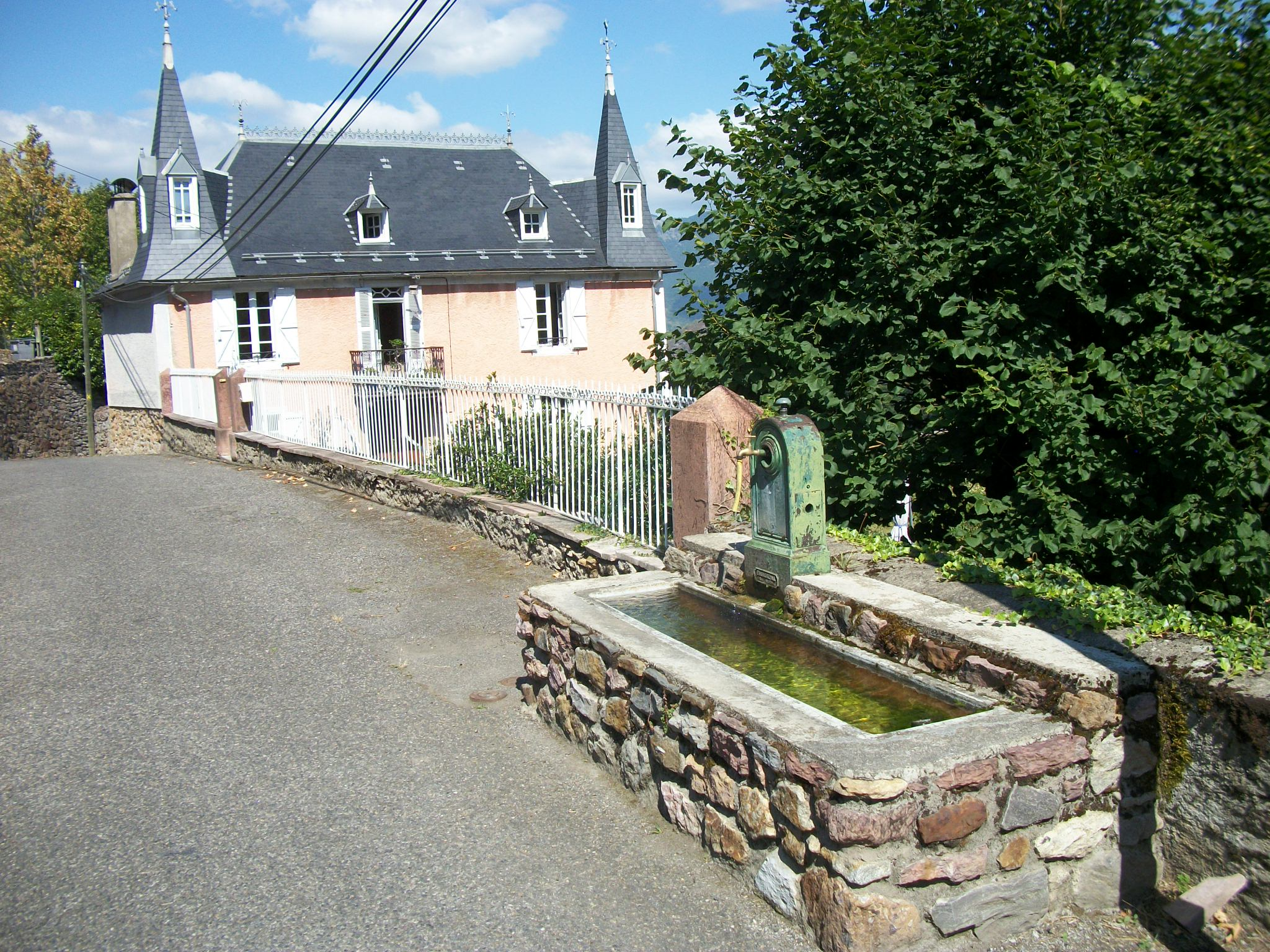
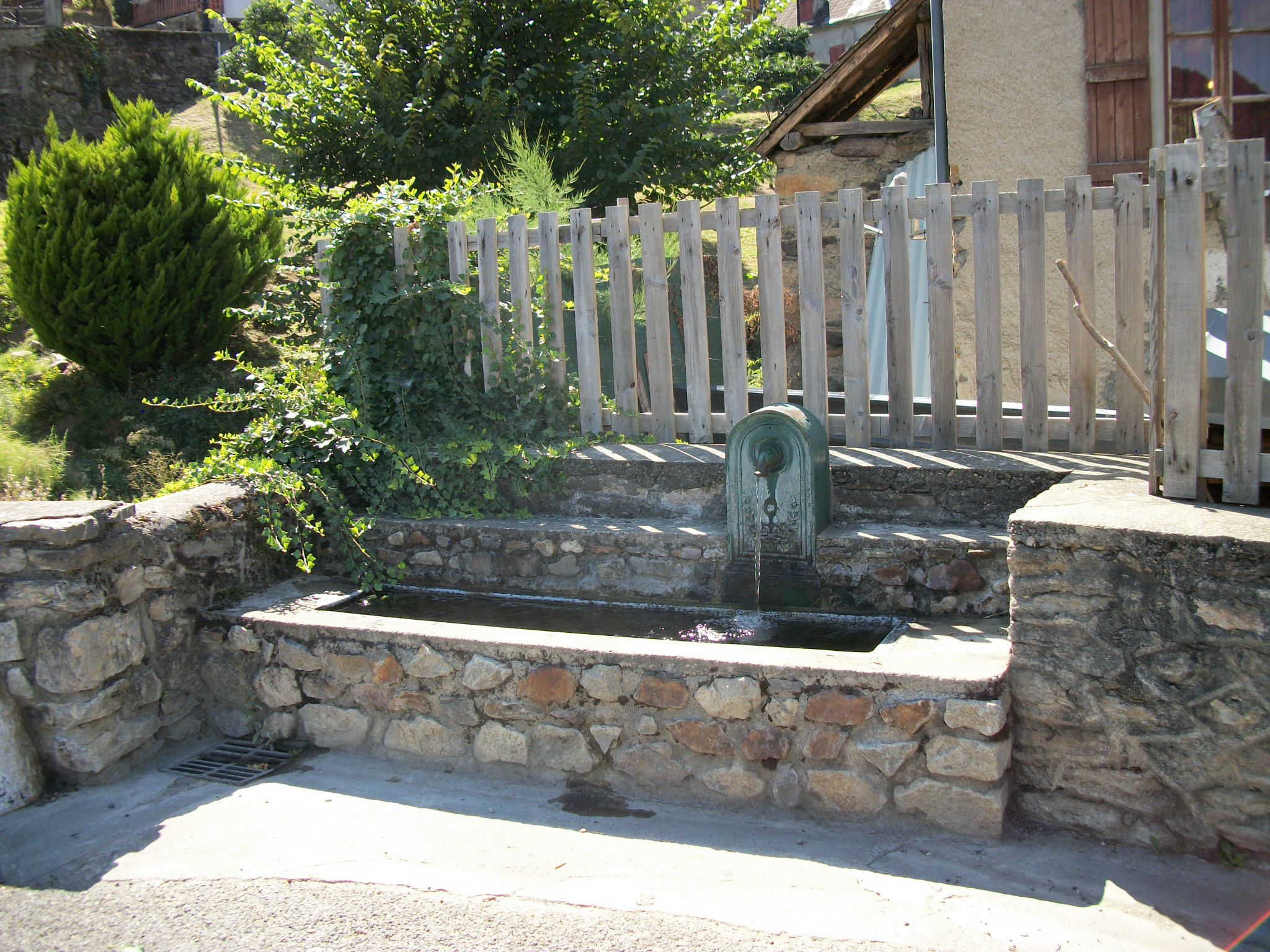
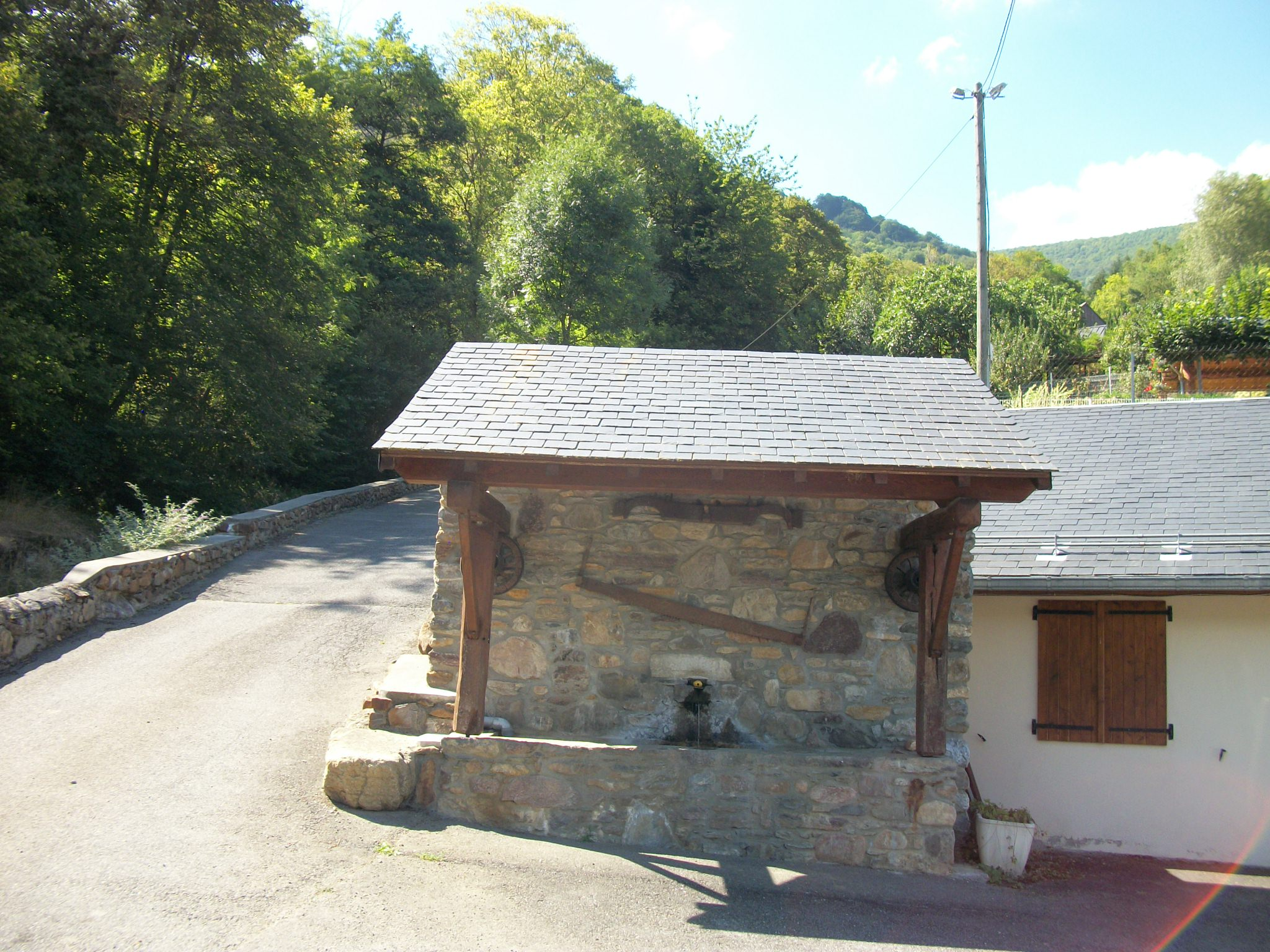
L'abreuvoir avec une toiture.